# Raeticodactylus
Raeticodactylus is een geslacht van uitgestorven pterosauriërs dat leefde tijdens het Trias in het gebied van het huidige Zwitserland.

## Vondst en naamgeving
De soort Raeticodactylus filisurensis is in 2008 beschreven door de ontdekker, de leraar en amateurpaleontoloog Rico Stecher, die bijgestaan werd door paleontoloog David William Elliot Hone, welke het fossiel echter niet direct onderzocht heeft; het is door Stecher zelf geprepareerd. De geslachtsnaam verwijst naar Raetia, de Latijnse naam voor het gebied waar het fossiel in augustus 2005 gevonden werd op de Tinzenhorn in de Austroalpiene Dekbladen van Graubünden uit het Norien-Rhaetien (204 miljoen jaar oud); de soortaanduiding naar het plaatsje Filisur.
Het fossiel, holotype BNM 14524, is fragmentarisch en bestaat uit een vrijwel volledige schedel, twee halswervels, zes ruggenwervels, vier staartwervels, drie ribben, de handen inclusief de vleugelvingers en een achterpoot. Het exemplaar is volwassen.

## Beschrijving
De vleugelspanwijdte is geschat op 135 centimeter.
De schedel is vrij kort en draagt een kam. De kam is bij het fossiel beschadigd en er zijn zoveel stukken afgebroken dat hij de indruk geeft van een 'hoorn', maar dat is dus een conserveringsartefact. De onderkaken zijn zeer robuust en hoog, vooraan zijn ze samengegroeid in een zeer smalle maar hoge plaat met een wigvormige kiel aan de onderkant. De voorkant van de kaken is verbreed en wigvormig. Dit samengegroeide gedeelte, de symphysis mandibulae, verheft zich boven het middendeel van de onderkaken. Vooraan staan vier grote maar gedrongen tanden die naar voren uitsteken, conisch zijn van vorm, aan de buitenkant glad en aan de binnenkant sterk geribbeld. Achteraan staan kleinere tanden, minstens zeventien in een rij, met drie tot vijf knobbels, net als bij de soort Eudimorphodon. De bovenkaken weerspiegelen deze bouw met een totaal van zeventien tanden maar zijn vooraan juist iets hoger zodat ze daar samen met de symphysis mandibulae een roset vormen om prooien te grijpen. De ledematen van Raeticodactylus zijn vrij licht gebouwd en lang. Het dijbeen is relatief zeer lang, slank en heeft een kop met een brede hals. De hals maakt een hoek van ongeveer dertig graden met de lengteas maar de kop is zo breed dat een lijn getrokken vanuit zijn middelste punt vrijwel loodrecht op de lengteas staat, terwijl bij alle andere bekende pterosauriërs de kop vrij schuin staat, het minst nog bij Peteinosaurus en Eudimorphodon. De staartwervels duiden op een lange, weinig flexibele staart.

## Fylogenie
Stecher heeft geen kladistische analyse uitgevoerd; Raeticodactylus wordt door hem gezien als evident niet behorend tot de Pterodactyloidea, maar niet toegewezen aan de Rhamphorhynchoidea omdat dit een parafyletische groep is. Ondanks de kam ziet hij geen nauwe verwantschap met Austriadactylus. Ook ziet Stecher Raeticodactylus niet als een lid van een Eudimorphodontidae.
Voorafgaande aan de beschrijving heeft de vondst veel opzien gebaard omdat de stand van de dijbeenkop een mogelijke synapomorfie, gedeelde gezamenlijke afgeleide eigenschap, is met de Dinosauromorpha en dus een ondersteuning voor de hypothese dat de Pterosauria en de Dinosauria vrij nauw verwant zijn binnen de Ornithodira. De kopstand zou er op wijzen dat de lange achterpoten recht onder het lichaam gestaan hebben en dat de pterosauriërs afstammen van een groep van rennende bodembewoners in plaats van klimmende boombewoners. Een probleem is dat juist het bekken niet bewaard is gebleven en de vorm van het heupgewricht daardoor onbekend is.
Het belang voor de afkomst van de pterosauriërs werd verminderd door een studie van Fabio Marco Dalla Vecchia uit 2009, die in een kladistische analyse vond dat Raeticodactylus het zustertaxon was van Carniadactylus binnen de Campylognathoididae, een niet bijzonder basale groep maar deel van de meer afgeleide klade Lonchognatha. Dezelfde studie concludeerde ook dat Raeticodactylus tot hetzelfde geslacht behoorde als Caviramus en dus een C. filisurensis was en misschien zelfs identiek was aan C. schesaplanensis, als de verschillen tussen de twee vormen, zoals de grotere omvang van Raeticodactylus en het bezit van een kam op de onderkaken, het gevolg zouden zijn van rijpings- of geslachtsverschillen.
Echter, een analyse door Brian Andres uit 2014 beschouwde beide vormen niet als samenvallend. Volgens de analyse waren ze zustersoorten binnen een Raeticodactylidae.
De positie van Raeticodactylus in de evolutionaire stamboom volgens een studie uit 2015 toont het volgende kladogram.
|  | Preondactylus buffarinii  |
|  |                           |
|  | Austriadactylus cristatus |
|  |                           |

|  | Raeticodactylus filisurensis |
|  |                              |
|  | Caviramus schesaplanensis    |
|  |                              |

|  | Arcticodactylus cromptonellus                                                      |
|  |                                                                                    |
|  | \| \| Carniadactylus rosenfeldi \| \| \| \| \| \| Eudimorphodon ranzii \| \| \| \| |
|  |                                                                                    |
|  | Carniadactylus rosenfeldi                                                          |
|  |                                                                                    |
|  | Eudimorphodon ranzii                                                               |
|  |                                                                                    |

|  | Carniadactylus rosenfeldi |
|  |                           |
|  | Eudimorphodon ranzii      |
|  |                           |

|  | Raeticodactylus filisurensis |
|  |                              |
|  | Caviramus schesaplanensis    |
|  |                              |

|  | Arcticodactylus cromptonellus                                                      |
|  |                                                                                    |
|  | \| \| Carniadactylus rosenfeldi \| \| \| \| \| \| Eudimorphodon ranzii \| \| \| \| |
|  |                                                                                    |
|  | Carniadactylus rosenfeldi                                                          |
|  |                                                                                    |
|  | Eudimorphodon ranzii                                                               |
|  |                                                                                    |

|  | Carniadactylus rosenfeldi |
|  |                           |
|  | Eudimorphodon ranzii      |
|  |                           |

|  | Raeticodactylus filisurensis |
|  |                              |
|  | Caviramus schesaplanensis    |
|  |                              |

|  | Arcticodactylus cromptonellus                                                      |
|  |                                                                                    |
|  | \| \| Carniadactylus rosenfeldi \| \| \| \| \| \| Eudimorphodon ranzii \| \| \| \| |
|  |                                                                                    |
|  | Carniadactylus rosenfeldi                                                          |
|  |                                                                                    |
|  | Eudimorphodon ranzii                                                               |
|  |                                                                                    |

|  | Carniadactylus rosenfeldi |
|  |                           |
|  | Eudimorphodon ranzii      |
|  |                           |

|  | Raeticodactylus filisurensis |
|  |                              |
|  | Caviramus schesaplanensis    |
|  |                              |

|  | Arcticodactylus cromptonellus                                                      |
|  |                                                                                    |
|  | \| \| Carniadactylus rosenfeldi \| \| \| \| \| \| Eudimorphodon ranzii \| \| \| \| |
|  |                                                                                    |
|  | Carniadactylus rosenfeldi                                                          |
|  |                                                                                    |
|  | Eudimorphodon ranzii                                                               |
|  |                                                                                    |

|  | Carniadactylus rosenfeldi |
|  |                           |
|  | Eudimorphodon ranzii      |
|  |                           |

|  | Preondactylus buffarinii  |
|  |                           |
|  | Austriadactylus cristatus |
|  |                           |

|  | Raeticodactylus filisurensis |
|  |                              |
|  | Caviramus schesaplanensis    |
|  |                              |

|  | Arcticodactylus cromptonellus                                                      |
|  |                                                                                    |
|  | \| \| Carniadactylus rosenfeldi \| \| \| \| \| \| Eudimorphodon ranzii \| \| \| \| |
|  |                                                                                    |
|  | Carniadactylus rosenfeldi                                                          |
|  |                                                                                    |
|  | Eudimorphodon ranzii                                                               |
|  |                                                                                    |

|  | Carniadactylus rosenfeldi |
|  |                           |
|  | Eudimorphodon ranzii      |
|  |                           |

|  | Raeticodactylus filisurensis |
|  |                              |
|  | Caviramus schesaplanensis    |
|  |                              |

|  | Arcticodactylus cromptonellus                                                      |
|  |                                                                                    |
|  | \| \| Carniadactylus rosenfeldi \| \| \| \| \| \| Eudimorphodon ranzii \| \| \| \| |
|  |                                                                                    |
|  | Carniadactylus rosenfeldi                                                          |
|  |                                                                                    |
|  | Eudimorphodon ranzii                                                               |
|  |                                                                                    |

|  | Carniadactylus rosenfeldi |
|  |                           |
|  | Eudimorphodon ranzii      |
|  |                           |

|  | Raeticodactylus filisurensis |
|  |                              |
|  | Caviramus schesaplanensis    |
|  |                              |

|  | Arcticodactylus cromptonellus                                                      |
|  |                                                                                    |
|  | \| \| Carniadactylus rosenfeldi \| \| \| \| \| \| Eudimorphodon ranzii \| \| \| \| |
|  |                                                                                    |
|  | Carniadactylus rosenfeldi                                                          |
|  |                                                                                    |
|  | Eudimorphodon ranzii                                                               |
|  |                                                                                    |

|  | Carniadactylus rosenfeldi |
|  |                           |
|  | Eudimorphodon ranzii      |
|  |                           |

|  | Raeticodactylus filisurensis |
|  |                              |
|  | Caviramus schesaplanensis    |
|  |                              |

|  | Arcticodactylus cromptonellus                                                      |
|  |                                                                                    |
|  | \| \| Carniadactylus rosenfeldi \| \| \| \| \| \| Eudimorphodon ranzii \| \| \| \| |
|  |                                                                                    |
|  | Carniadactylus rosenfeldi                                                          |
|  |                                                                                    |
|  | Eudimorphodon ranzii                                                               |
|  |                                                                                    |

|  | Carniadactylus rosenfeldi |
|  |                           |
|  | Eudimorphodon ranzii      |
|  |                           |

## Levenswijze
Stecher vond dat de aanpassingen van Raeticodactylus wezen op een levenswijze als hooggespecialiseerde viseter waarbij de prooi gevangen werd door met de snavel over het wateroppervlak te scharen, net als de huidige schaarbekken. Deze interpretatie wordt ondersteund door het feit dat het fossiel in een mariene afzetting gevonden werd.
Latere onderzoekers wezen er echter op dat de wat stompe kaken niet erg geschikt waren om door het water te klieven. Mark Paul Witton zag de soort als een jager op landdieren.